# Miles Kreuger
Miles Kreuger (* 28. März 1934) ist der Präsident und Gründer des Institute of the American Musical. Er gilt als „der führende Experte für das amerikanische Musical“.

## Leben
Kreuger sah seine erste Show auf dem Broadway als er vier Jahre alt war. Er hat verschiedene Arbeiten über das Amerikanische Musical veröffentlicht und wurde in Dokumentarfilmen zu dem Thema interviewt.

## Schriften
- The Movie musical from Vitaphone to 42nd Street, as reported in a great fan magazine. New York, Dover Publications 1975.[6]
- Show Boat: The Story of a Classic American Musical. Oxford University Press 1977.[7]
- Souvenir programs of twelve classic movies, 1927-1941. New York, Dover Publications 1977.[8]
- The Warner Bros. musical: (1933–1939). Stanford Theatre Foundation 1990.[9]

## Pressestimmen
„Ihn einen ‚Fan‘ zu nennen wäre eine Beleidigung, ein frivoles Wort; Kreuger, 63, ist ein Gelehrter, Kurator, Experte, ein Mönch des Ordens von St. Lerner und St. Lowe.“